# Jair Céspedes
Jair Edson Céspedes Zegarra (Arequipa, 22 de maio de 1984) é um futebolista Peruano. Atua como lateral e meio-campo. Atualmente defende o Deportivo Municipal.